# Shigemitsu Egawa
Shigemitsu Egawa (江川 重光 Egawa Shigemitsu?,  nacido el 31 de enero de 1966 en Yokkaichi, Mie) es un exfutbolista japonés. Jugaba de centrocampista y su último club fue el Vissel Kobe de Japón.

## Trayectoria

### Clubes
| Club                 | País  | Año         |
| -------------------- | ----- | ----------- |
| Honda                | Japón | 1984 - 1991 |
| Nagoya Grampus Eight | Japón | 1991 - 1994 |
| Vissel Kobe          | Japón | 1995 - 1997 |